# Lijst van nationale volksgezondheidsinstituten
Dit artikel bevat een lijst van nationale volksgezondheidsinstituten met nationale level organisaties verantwoordelijk voor volksgezondheid, bestrijding van infectieziekten en epidemiologie. Velen van deze instituten zijn vertegenwoordigd binnen de International Association of National Public Health Institutes (IANPHI).

## nationale volksgezondheidsinstituten
- Sciensano ( België)
- Institut National pour la Recherche Biomedicale (INRB;  Congo-Kinshasa)
- Agência Nacional de Vigilância Sanitária (ANVISA;  Brazilië)
- Public Health Agency of Canada (PHAC;  Canada)
- Chinese Center for Disease Control and Prevention (CCDC;  China)
- Finnish Institute for Health and Welfare (THL;  Finland)[1]
- Institut de veille sanitaire (InVS;  Frankrijk)
- Robert Koch Instituut (RKI;  Duitsland)
- National Public Health Organization (NPHO, former HCDCP;  Griekenland)
- Centre for Health Protection (CHP;  Hongkong)
- Nemzeti Népegészségügyi Központ (NNK;  Hongarije)
- National Center for disease control (NCDC;  India)
- Health Protection Surveillance Centre (HPSC;  Ierland)
- Istituto Superiore di Sanità (ISS;  Italië)
- National Institute of Infectious Diseases (NIID;  Japan)
- Norwegian Institute of Public Health (FHI;  Noorwegen)
- Instituto Nacional de Salud (INS;  Peru)
- National Center for Disease Prevention and Control (NCDPC;  Filipijnen)
- Federal Service for Surveillance on Consumer Rights Protection and Human Wellbeing ( Rusland)
- National Centre for Infectious Diseases (NCID;  Singapore)
- National Institute for Communicable Diseases (NICD;  Zuid-Afrika)
- Korea Centers for Disease Control and Prevention (KCDC;  Zuid-Korea)
- Instituto de Salud Carlos III (ISCIII;  Spanje)
- Public Health Agency of Sweden ( Zweden)
- Centers for Disease Control (CDC;  Taiwan)
- Gezondheidsdiensten in het  Verenigd Koninkrijk zijn onderverdeeld in elk van de vier grote geografische regio's:
  - Public Health England ( Engeland)
  - Public Health Wales ( Wales)
  - Public Health Agency ( Noord-Ierland)
  - In  Schotland is er een onderscheid tussen:
    - Het aanmoedigen van een gezonde levensstijl: NHS Health Scotland
    - De bescherming tegen milieu gevaren: Health Protection Scotland
- Centers for Disease Control and Prevention (CDC;  Verenigde Staten)
  - Epidemic Intelligence Service
  - U.S.-Mexico Border Infectious Disease Surveillance Project
  - National Center for Injury Prevention and Control
- Centers for Disease Control and Prevention – Central American Region (CDC-CAR;  Guatemala,  El Salvador,  Nicaragua,  Costa Rica,  Panama,  Belize)
- Africa Centres for Disease Control and Prevention (Afrikaanse Unie)
- Europees Centrum voor ziektepreventie en -bestrijding (ECDC;  Europese Unie)
  - Eurosurveillance
  - European programme for intervention epidemiology training (EPIET)
  - ESCAIDE
  - Health Threat Unit
- Rijksinstituut voor Volksgezondheid en Milieu (RIVM;  Nederland)
- Wereldgezondheidsorganisatie (WHO;  Verenigde Naties)